# Centro Atlético Fénix
Centro Atlético Fénix je uruguayský fotbalový klub, který sídlí v hlavním městě Montevideu. Je účastníkem nejvyšší soutěže.
Klub byl založen skupinou studentů 7. července 1916 v přístavní čtvrti Capurro. Pojmenoval se podle mytologického fénixe, klubové barvy jsou fialová a bílá. V roce 1923 se tým poprvé v historii probojoval do nejvyšší soutěže, v níž odehrál (do roku 2015) celkově 31 sezón, zaujímá 14. místo historické tabulky profiligy. Je známý jako jojo klub: druhou ligu vyhrál ve své historii sedmkrát (naposledy v roce 2009), což je národní rekord. Nejlepším prvoligovým umístěním byla třetí příčka v roce 2002, kdy se také hráč Fénixu Germán Hornos stal s 25 góly králem ligových střelců. Klub startoval v Poháru osvoboditelů v letech 2003 a 2004, v obou případech skončil v základní skupině. V roce 2011 se zúčastnil Copa Sudamericana, kde ho v předkole vyřadil Club Universidad de Chile.